# پورشه باکستر/کایمن

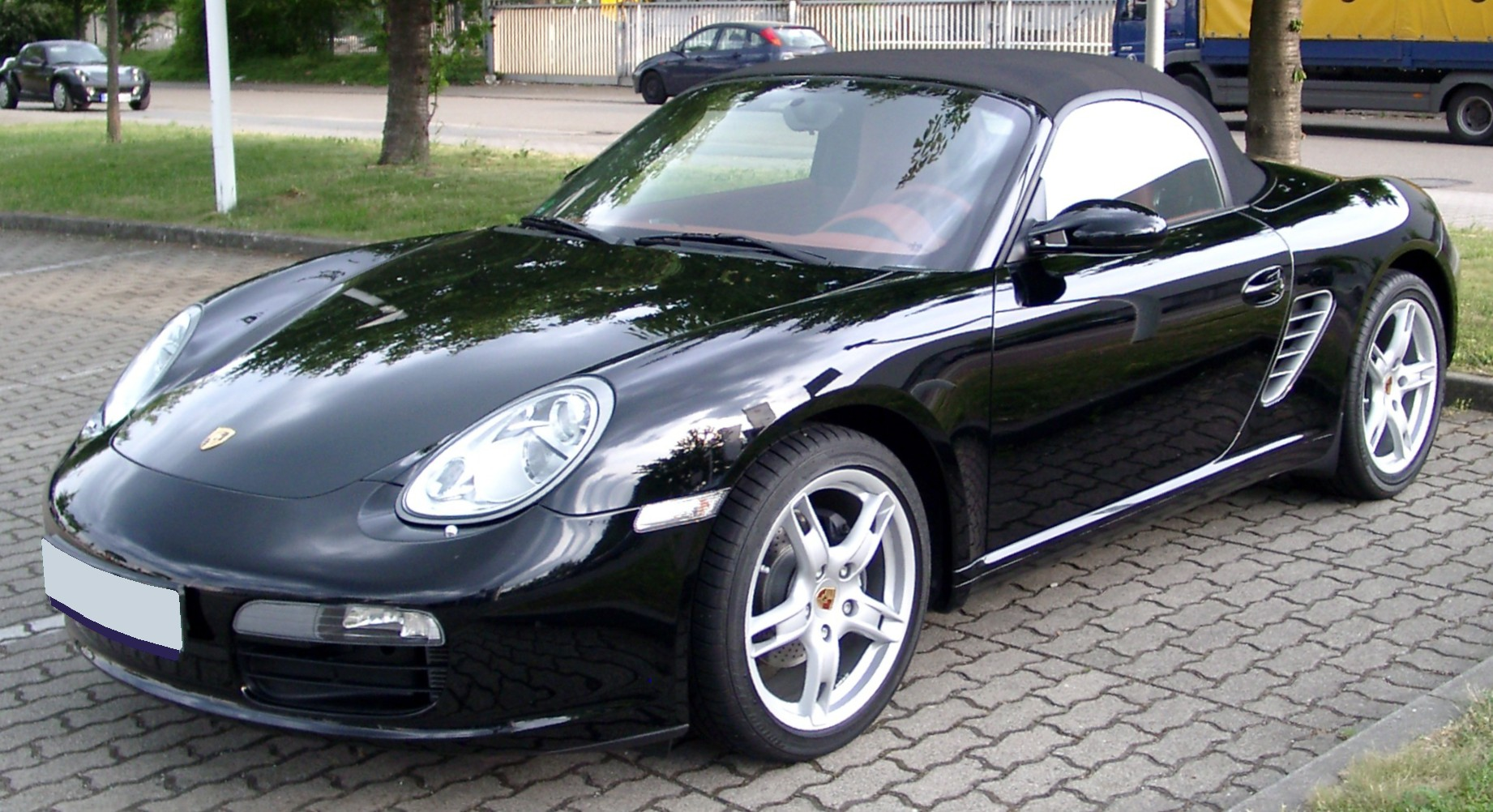
پورشه باکستر ۲۰۰۸

پورشه باکستر (به انگلیسی: Boxster) یک خودروی رودستر موتور وسط است که آن را می‌توان اولین خودروی جاده‌ای پورشه بعد از پورشه ۵۵۰ به حساب آورد که در اصل یک رودستر طراحی شده بود.
پورشه باکستر و کیمن هر دو اواسط موتوره دو نفره ورزشی اتومبیل ساخته شده توسط پورشه. باکستر، دوچرخه سواری دوچرخه سواری در سال ١٩٩۶ منتشر شد و کیمن در اواخر سال ٢٠٠۵ به‌عنوان کوپه دوبعدی و دوبعدی عرضه شد.

## نگارخانه

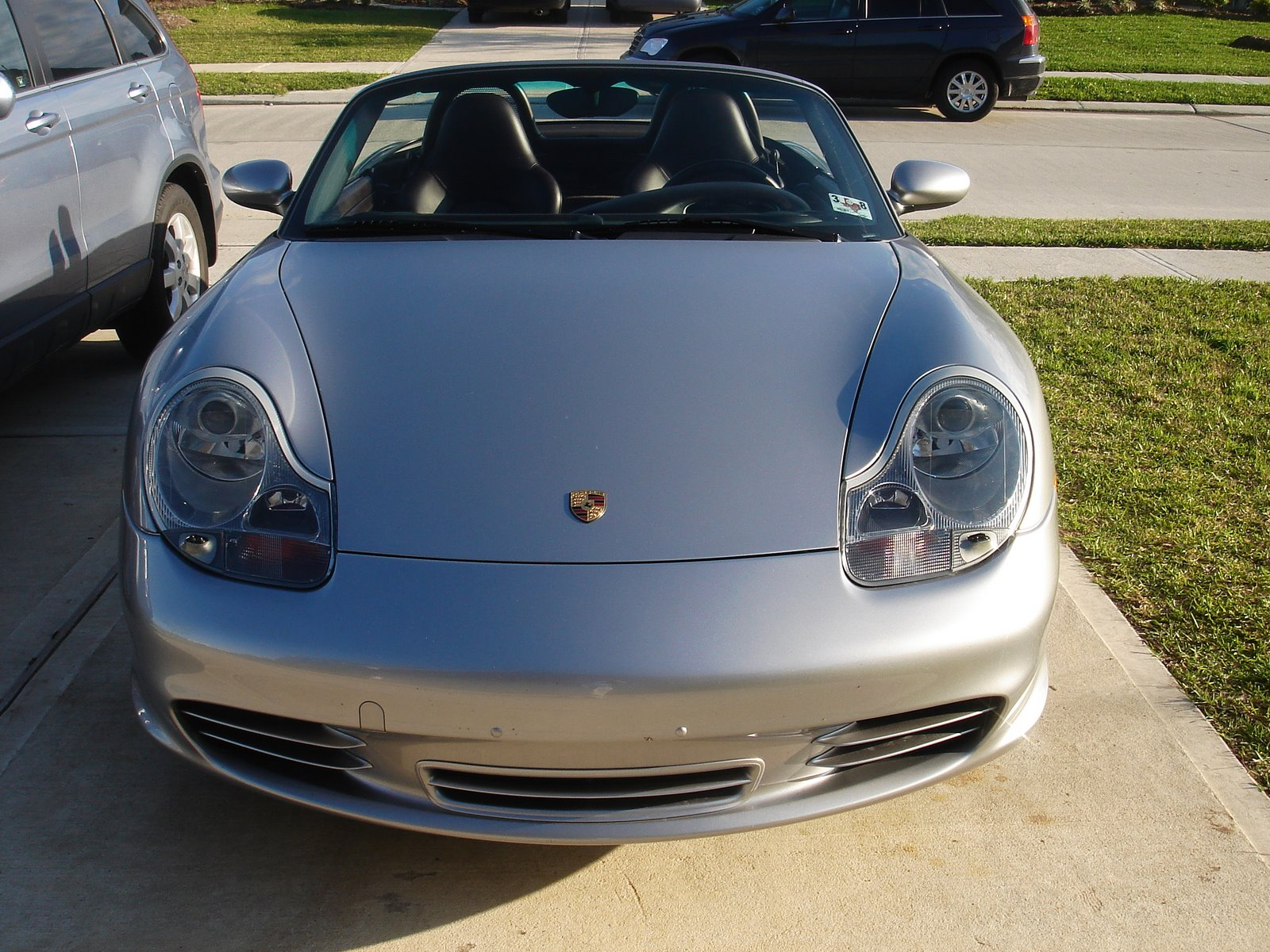
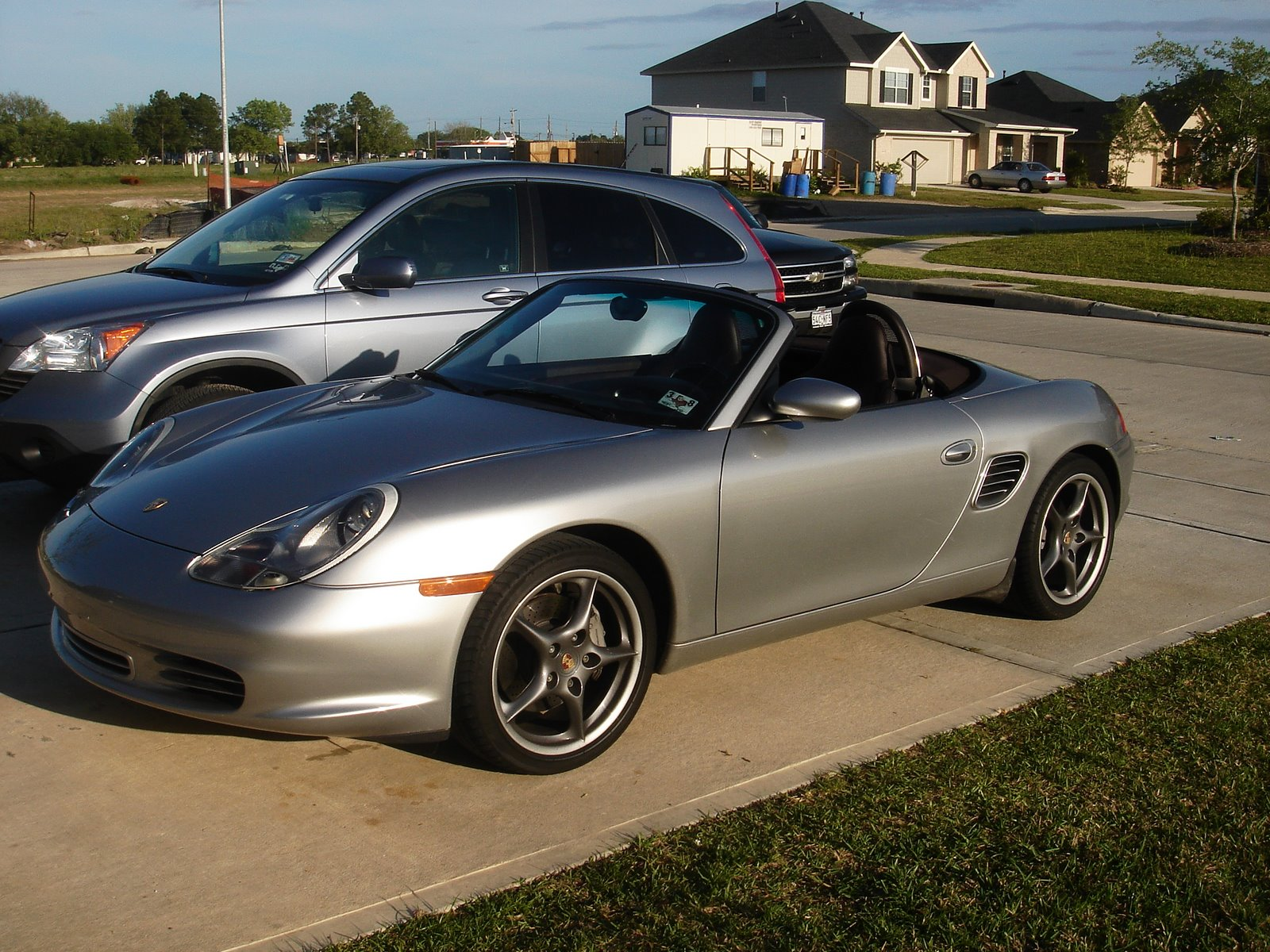
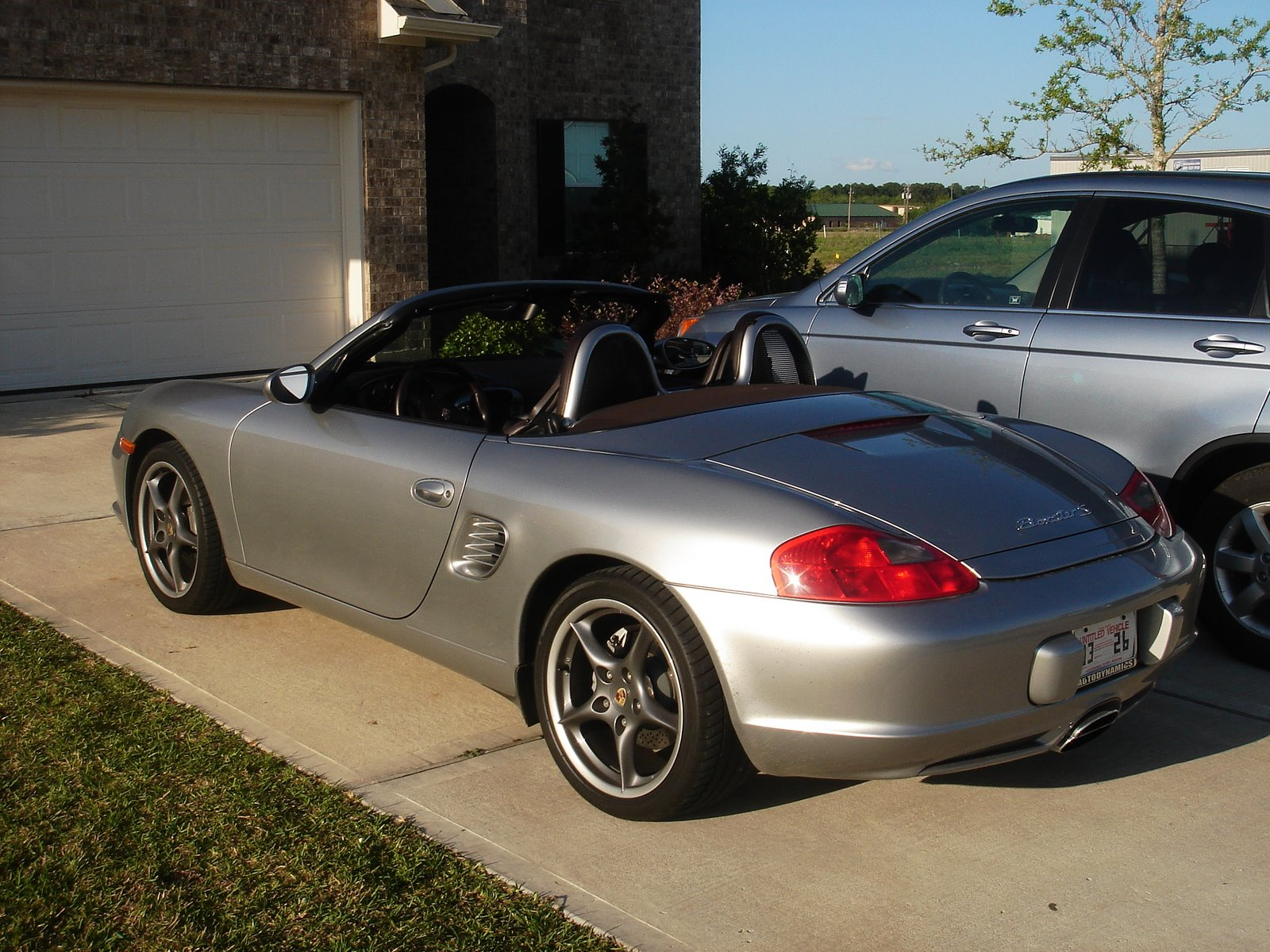
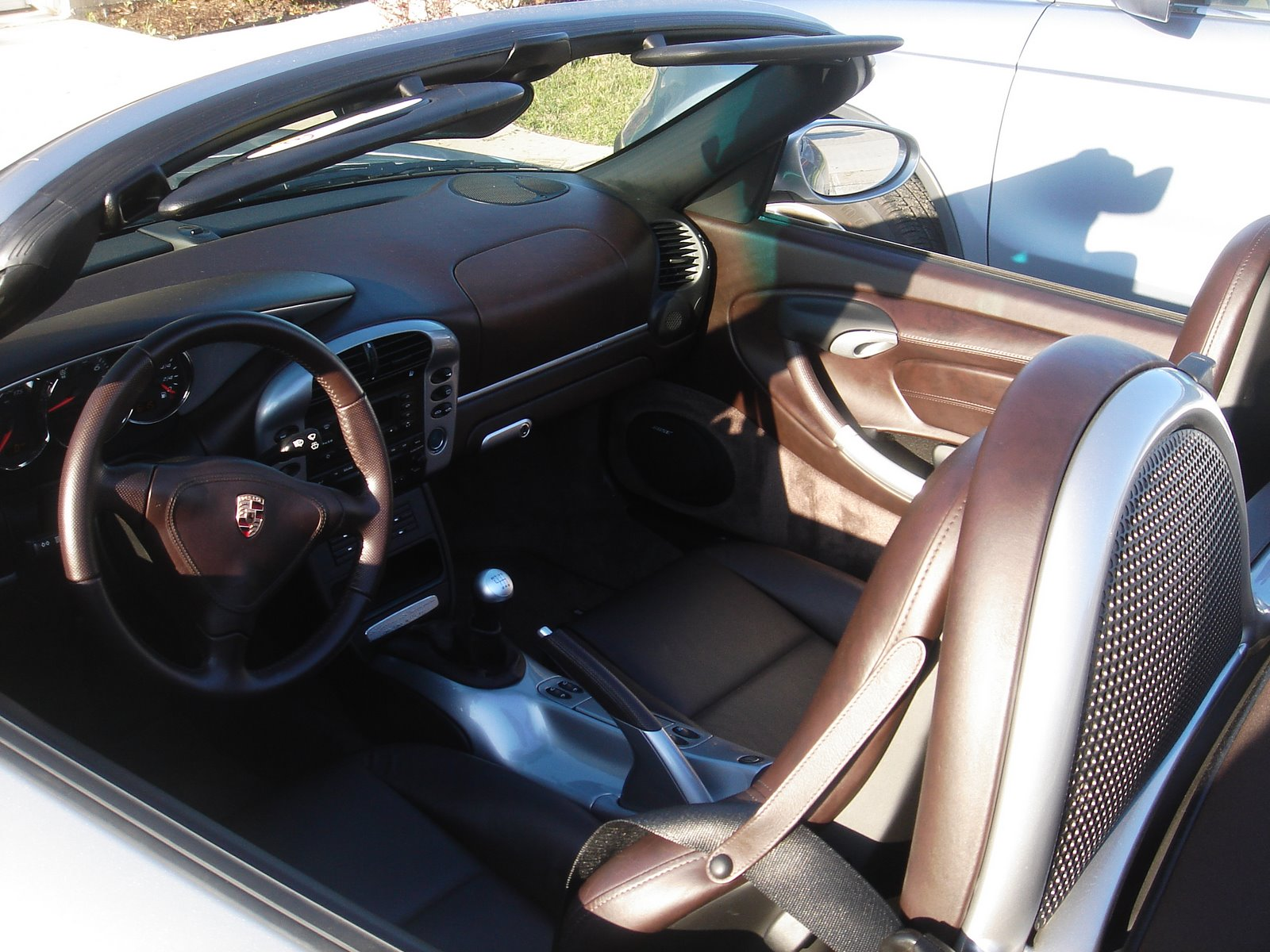